# Acting Out
«Acting Out»—en español: «Actuando»— es una canción promocional del segundo álbum Guilty Pleasure, de la cantante y actriz nortemaericana Ashley Tisdale. La canción fue lanzada oficialmente en descarga digital el 21 de julio de 2009 en Estados Unidos.

## Información de la canción
"Acting Out" fue lanzada como la tercera y última canción oficial en formar parte de la promoción exclusiva de iTunes en los Estados Unidos y Canadá para el lanzamiento de Guilty Pleasure el 28 de julio de 2009 en esos dos países, llamado "Countdown To Guilty Pleasure". La canción fue liberada el 7 de julio de 2009 por la tiendas digital iTunes en dichos países. El 3 de noviembre de 2009, la canción fue usada en el reality show estadounidense de MTV The Hills, volviéndose usual que sus canciones sean usadas en ese programa, tal y como paso con "He Said She Said" en 2007, "It's Alright, It's OK" y "Erase And Rewind" en 2009.

### Contenido y escritura
La canción lleva por nombre "Acting Out", lo cual es una expresión muy utilizada en el área psicológica, que se refiere a actos impulsivos o deseos que son prohibidos por el ego pero deseados por la identificación, por lo cual posee una letra fuerte y cargada al contenido erótico, como primera pista se encarga de abrir y presentar el disco, en donde da a conocer además que este álbum es algo más oscuro y más arriesgado que su anterior Headstrong, esta letra fue también escrita por Tisdale, en conjunto con los suecos Twin y el rapero David Jassy.

## Formato y lista de canciones
Promo Digital Warner Bros. Records B002DXFQCO (WEA)
Lanzamiento: 21 de julio de 2009
| Descarga digital |              |               |       |
| 1                | "Acting Out" | Álbum Versión | 03:46 |